# Tall Wasit
Tall Wasit (arab. تل واسط) – miejscowość w Syrii, w muhafazie Hama. W 2004 roku liczyła 1254 mieszkańców.